# Международная коалиция женского здоровья
Международная коалиция женского здоровья (англ. The International Women's Health Coalition, IWHC) — американская неправительственная организация.
Коалиция основана в 1984 году. Штаб-квартира находится в Нью-Йорке. Коалиция занимается вопросами прав человека, здоровья и равенства женщин и девочек, и представляет собой часть женского движения, которое признает, что многие проблемы гендерного равенства связаны с проблемами здравоохранения и воспитания семьи. Коалиция — одна из старейших действующих в настоящее время глобальных феминистских групп.
В июне 2021 года коалиция объявила о слиянии с Центром здоровья и глобального равенства (англ. Center for Health and Global Equality) и Международной федерацией планирования семьи в регионе Западного полушария (англ. International Planned Parenthood Federation Western Hemisphere Region). Название образовавшейся организации — Fòs Feminista.

## История
Джоан Данлоп была первым президентом коалиции и занимала этот пост с 1984 по 1998 год . Данлоп взяла на себя руководство «Национальной коалицией по женскому здоровью» (англ. National Women's Health Coalition), созданной Мерл Голдберг, и изменила её миссию на международную. Первоначально коалиция была небольшой организацией со штатом из трех человек, и финансировала обучение абортам и другие проекты здравоохранения в различных странах. Адриенн Жермен также участвовала в создании коалиции  вместе с Данлоп. Жермен стала вице-президентом коалиции в 1985 году. Жермен и Данлоп инвестировали в местные возглавляемые женщинами организации, которые предоставляли услуги и влияли на национальную политику.
В 1994 году коалиция участвовала в Международной конференции Организации Объединенных Наций по народонаселению и развитию (англ. United Nations International Conference on Population and Development) в Каире, где просила облегчить женщинам доступ к противозачаточным средствам, безопасным абортам, охране материнства как к услугам женского здравоохранения и всестороннего полового воспитания. Коалиция разработала набор руководящих принципов под названием «Женская декларация по демографической политике» (англ. Women's Declaration on Population Policies), в которой особое внимание уделяется правам женщин в планировании семьи. «Женская декларация» в конечном итоге была рассмотрена и доработана с помощью 100 различных женских организаций по всему миру. «Женская декларация» была принята на конференции в Каире. Данлоп утверждала, что работа по обеспечению гендерного равенства в дополнение к половому воспитанию поможет снизить рождаемость. Данлоп также назвала демографические и целевые методы контроля рождаемости «по сути расистскими», поскольку, по ее мнению, в этом есть подтекст, согласно которому «чернокожие и коричневые люди не должны иметь больше детей».
На Женской конференции ООН в Пекине в 1995 году коалиция лоббировала идею о том, что женщины имеют право контролировать свою сексуальность «без принуждения, дискриминации и насилия». Данлоп сказала: «Это выходит за рамки сексуальности как средства воспроизводства». Соглашение на женской конференции стало первым случаем, когда женская сексуальность была признана как право женщин на контроль, что дало женщинам юридический инструмент в странах, где мужья по-прежнему имели законную возможность принуждать своих жен к сексу. Коалиция также спонсировала женские группы из более бедных стран, чтобы они могли присутствовать на конференции в Пекине.
В 1997 году коалиция провела симпозиум, на котором обсуждались здоровье женщин и международная политика и утверждалось, что вопросы здоровья женщин были подорваны экономической политикой Соединенных Штатов.
В 1998 году, к тому времени, когда Данлоп вышла на пенсию, годовой бюджет коалиции составлял 4 миллиона долларов. Коалиция также «играла ведущую роль, влияя на политику правительства и агентств ООН, чтобы гарантировать, что права человека женщин будут лежать в основе демографической политики». В том же году Жермен стала следующим президентом коалиции после Данлоп.
Франсуаза Жирар сменила Жермен на посту президента коалиции в 2012 году.

## Сферы деятельности
Коалиция придерживается идеи, что предоставление женщинам лучшего доступа к здравоохранению и половому воспитанию является правильным и этичным способом помочь стабилизировать рост населения мира. Коалиция публикует книги, посвященные исследованиям и обзорам различных стратегий, касающихся здоровья женщин и поддерживает 50 проектов здравоохранения в восьми странах. Коалиция сотрудничает с Фондом народонаселения ООН (ООН) и Всемирным банком.

## Внешние ссылки
- Официальный сайт